# 潘师旦
潘師旦（?—?），宋朝官員。
早年曾任秀州知州。曾任尚書郎。曾在絳州（今山西新绛）摹刻《绛帖》。潘师旦晚年在嘉兴南湖边築有园林，称“会景亭”。